# Канадско-сирийские отношения
Канадско-сирийские отношения были установлены 20 мая 1965 года. На них существенно повлияла продолжающаяся с 2011 года гражданская война в Сирии.

## История
Канада и Сирия открыли посольства в странах друг друга после установления дипломатических отношений в 1965 году. Отношения стали напряжёнными из-за проблем с правами человека в Сирии и участия в региональных конфликтах, а дипломатическая позиция Канады ещё больше изменилась с началом гражданской войны в Сирии.
Канада закрыла своё посольство в Дамаске 5 марта 2012 года и приостановила официальные дипломатические отношения, а посольство Сирии в Оттаве было закрыто 29 мая 2012 года. По политическим причинам консульство Сирии в Монреале было закрыто в 2016 году.
По состоянию на ноябрь 2024 года у Сирии всё ещё есть почётное консульство в Ванкувере.
После краха режима Башара Асада в Сирии в декабре 2024 года Канада приветствовала конец режима Асада, и сирийские беженцы по всей Канаде праздновали его падение.

## Политическая позиция

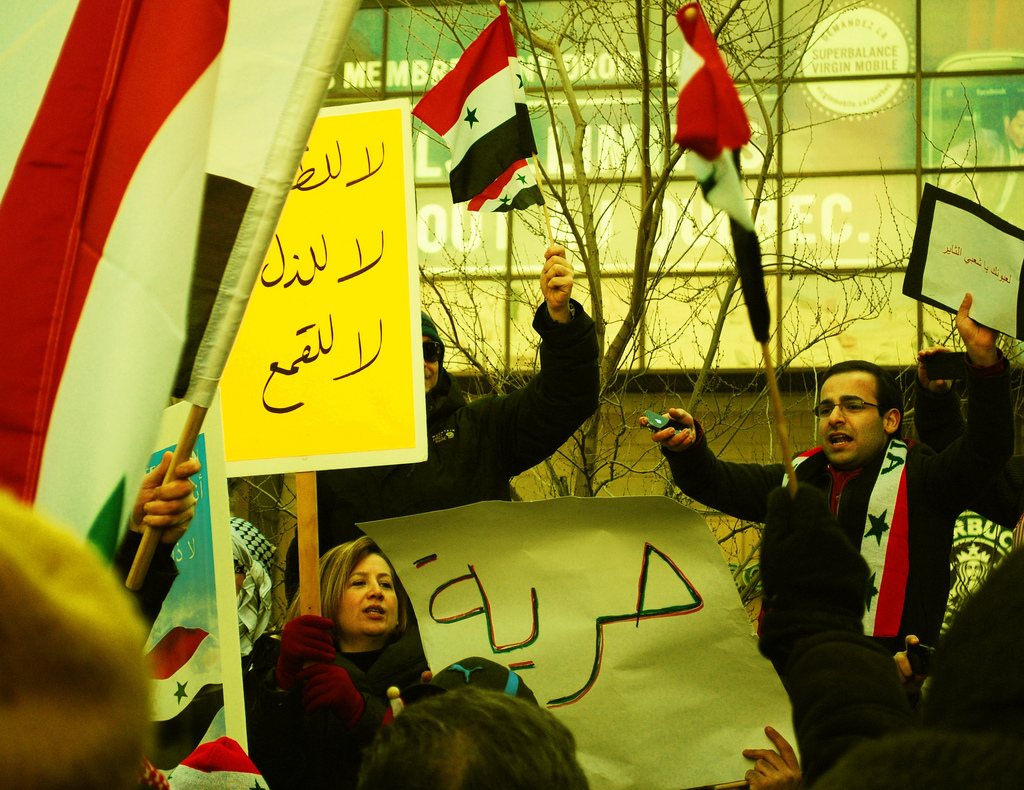
Демонстрация солидарности с Сирией в Монреале, март 2011 года.

Канада ввела санкции против сирийских правительственных чиновников и организаций в ответ на нарушения прав человека. Она также поддержала международные усилия по привлечению к ответственности за военные преступления в ходе гражданской войны в Сирии.